# مرگ استالین
مرگ استالین (انگلیسی: The Death of Stalin) فیلمی در ژانر کمدی سیاه است که در سال ۲۰۱۷ منتشر شد.

## خلاصه فیلم
این فیلم روزهای آخر دیکتاتور شوروی را دنبال می‌کند و اتفاقات پس از مرگش، آشفتگی رژیم شوروی را به تصویر می‌کشد ..

## بازیگران
- آدریان مک‌لافلین در نقش ژوزف استالین
- جفری تامبر در نقش گئورگی مالنکوف
- استیو بوشمی در نقش نیکیتا خروشچف
- اولگا کوریلنکو در نقش ماریا یودینا
- مایکل پیلین در نقش ویاچسلاو مولوتف
- سایمون راسل بیل در نقش لاورنتی بریا
- آندره‌آ ریسبرو در نقش سوتلانا استالین
- روپرت فرند در نقش واسیلی استالین
- جیسون آیزکس در نقش گئورگی ژوکوف
- پل وایتهاوس در نقش آناستاس میکویان
- کارل جانسون
- پل ردی
- نیکلاس وودسان